# Javon Walker
Javon Lataff Walker (* 14. Oktober 1978 in Galveston, Texas) ist ein ehemaliger American-Football-Spieler auf der Position des Wide Receivers. Er spielte zuletzt für die Oakland Raiders in der National Football League (NFL).
Walker besuchte das Jones County Junior College in Ellisville, Mississippi, bevor er an die Florida State University ging. 1997 wurde er von den Florida Marlins in der achten Runde der Major-League-Baseball-Drafts ausgewählt und war dort bis 1999 tätig. Allerdings konnte er sich nicht vollständig behaupten und kam lediglich in der Minor League Baseball zum Einsatz. Daher konzentrierte sich Walker weiter auf seine Football-Karriere und wurde 2002 in der NFL Draft in der ersten Runde an zwanzigster Position von den Green Bay Packers ausgewählt.
In der Saison 2004/05 gelang ihm mit 89 gefangenen Pässen für 1.382 Yards Raumgewinn und 12 Touchdowns sein Durchbruch und er wurde in den Pro Bowl berufen. Im ersten Spiel der darauffolgenden Saison verletzte sich Walker am rechten Knie schwer und fiel für den Rest der Saison aus. Am 29. April 2006 wurde er für einen Zweitrunden-Draftpick zu den Denver Broncos getauscht. In der ersten Saison bei seinem neuen Team konnte sich Walker zu einem Leistungsträger der Broncos etablieren.
Am 1. Januar 2007 wurden er und sein Freund und Teamkollege Darrent Williams Opfer eines sogenannten Drive-by-Shootings. Er überlebte unverletzt während Darrent Williams noch in der Limousine starb.
2008 wechselte er zu den Oakland Raiders, wo er einen hoch dotierten Vertrag erhielt, verletzungsbedingt aber nur selten zum Einsatz kam und nach zwei Spielzeiten wieder entlassen wurde.
2010 heuerte er bei den Minnesota Vikings an, machte die Vorbereitung mit, musste das Team aber bereits vor Beginn der Regular Season wieder verlassen
.